# مروة حساني
مروة حساني (مواليد 15 سبتمبر 2002) هي لاعبة كرة قدم تلعب كمدافعة لنادي الدرجة الثانية النسائي، سان مور، ولدت في فرنسا، وتمثل المغرب دولياً.

## مهنة النادي
لعبت مروة لأول مرة في نادي فيرز في سين ومرن قبل الانضمام إلى نادي باريس، ثم غادرت النادي الى دوري الدرجة الثانية لتلعب مع نادي سان مور؛ وفي 18 يونيو 2022، انظمت الى نادي زيور.

## مهنة دولية
تلقت أول دعوة من لمياء بومهدي لتلعب مع المنتخب المغربي تحت 17 سنة في نوفمبر 2017 في الرباط، لمواجهة غينيا الاستوائية في مباراة ودية، لكن المباراة ألغيت. ثم استعديت للعب مع المنتخب المغربي تحت 20 عامًا في أوائل مايو 2019، في مباراتين وديتين مع الغابون. وظهرت مع المنتخب المغربي في 26 نوفمبر 2020. وشاركت في مباراتين وديتين مع منتخب المغرب تحت 23 عاماً ضد الكاميرون يومي 6 و9 أبريل 2023 في مجمع محمد السادس.

## الاحصائيات

### دولية

#### المغرب - تحت 20 عاماً
| #  | التاريخ        | المكان                                 | الخصم     | النتيجة             | الوقت | مُنافَسة                 | الأهداف | التمريرات |
| -- | -------------- | -------------------------------------- | --------- | ------------------- | ----- | ---------------------- | ------- | --------- |
| 1  | 5 مارس 2019    | المغرب مجمع محمد السادس الرياضي        | الغابون   | 3 – 0               | -     | ودية                   | 0       | 0         |
| 2  | 29 نوفمبر 2020 | غانا ملعب أكرا الرياضي، أكرا           | غانا      | 4 – 0               | -     | ودية                   | 0       | 0         |
| 3  | 24 ديسمبر 2020 | ليبيريا مونروفيا                       | ليبيريا   | 0 – 0               | -     | ودية                   | 0       | 0         |
| 4  | 28 ديسمبر 2020 | ليبيريا مونروفيا                       | ليبيريا   | 3 – 1               | -     | ودية                   | 0       | 0         |
| 5  | 4 يوليو 2021   | الكاميرون ياوندي                       | الكاميرون | 2 – 0               | -     | ودية                   | 0       | 0         |
| 6  | 9 نوفمبر 2021  | المغرب ملعب مولاي الحسن الرباط         | بنين      | 2 – 2               | -     | تصفيات كأس العالم 2022 | 0       | 0         |
| 7  | 6 ديسمبر 2021  | المغرب ملعب مولاي الحسن الرباط         | غامبيا    | 3 – 1               | -     | تصفيات كأس العالم 2022 | 0       | 0         |
| 8  | 12 ديسمبر 2021 | المغرب ملعب مولاي الحسن الرباط         | غامبيا    | 6 – 0               | -     | تصفيات كأس العالم 2022 | 0       | 0         |
| 9  | 22 يناير 2022  | المغرب ملعب مولاي الحسن الرباط         | السنغال   | 1 – 1               | -     | تصفيات كأس العالم 2022 | 0       | 0         |
| 10 | 5 فبراير 2022  | السنغال ملعب لات ديور ثيز [الإنجليزية] | السنغال   | 1 – 1 الفوز للسنغال | -     | تصفيات كأس العالم 2022 | 0       | 0         |

| مفتاح النتيجة: = فوز = تعادل = خسارة |

#### منتخب المغرب
| # | التاريخ        | المكان                                   | الخصم     | النتيجة | الوقت | مُنافَسة               | الأهداف | التمريرات |
| - | -------------- | ---------------------------------------- | --------- | ------- | ----- | -------------------- | ------- | --------- |
| 1 | 26 نوفمبر 2020 | غانا ملعب أكرا الرياضي، أكرا             | غانا      | 1 – 3   | 45    | ودية                 | 0       | 0         |
| 2 | 30 نوفمبر 2020 | غانا ملعب أكرا الرياضي، أكرا             | غانا ·    | 0 – 2   | 90    | ودية                 | 0       | 0         |
| 3 | 10 يونيو 2021  | المغرب ملعب مولاي الحسن الرباط           | مالي      | 3 – 0   | 90    | ودية                 | 0       | 0         |
| 4 | 16 سبتمبر 2021 | نيجيريا ملعب أونيكان [الإنجليزية]، لاغوس | الكاميرون | 0 – 1   | 90    | كأس عائشة بخاري 2021 | 0       | 0         |

| مفتاح النتيجة: = فوز = تعادل = خسارة |